# Оттон I Сиятельный
Оттон I Сиятельный (нем. Otto der Erlauchte; около 835 — 30 ноября 912) — герцог Саксонии с 880 года, маркграф Тюрингии с 908 года. Младший сын Людольфа, герцога Саксонии, и Оды, дочери графа Биллунга.

## Биография

### Правление
Оттон получил власть над Саксонией после гибели своего старшего брата Бруно в битве с норманнами 2 февраля 880 года. Именовался ли он герцогом уже тогда, неизвестно. Оттон носил титулы графа Южной Тюрингии, графа Айхсфельда и светского аббата Херсфельдского монастыря.
В 908 году после гибели в сражении при Эйзенахе герцога Бурхарда Оттон I Сиятельный поставил под контроль Саксонии всю территорию Тюрингии. Он воевал с норманнами и славянами, а в 894 году принимал участие в походе в Италию. Согласно сообщению Видукинда Корвейского, после смерти последнего правителя Восточно-Франкского королевства из династии Каролингов Людовика IV Оттон добровольно отказался от предложенного ему титула короля в пользу Конрада I. Умер меньше чем через год после выборов короля и похоронен в монастырской церкви Гандерсхейма.

### Семья
Жена: с 873 года Гедвига фон Бабенберг (умерла 24 декабря 903), дочь графа Генриха Франконского. Дети:
- Танкмар (ранее 876 — ранее 912)
- Людольф (ранее 876 — ранее 912)
- Генрих I Птицелов (876—936), герцог Саксонии и маркграф Тюрингии с 912, король Восточно-Франкского королевства с 919 года
- Ода (умерла после 952). 1 муж: с 897 года — король Лотарингии Цвентибольд (умер в 900); 2 муж: с 900 года — граф Меца Герхард I (около 870/875 — 22 июня 910)
- Лиутгарда (умерла 21 января 923), аббатиса Гандерсхейма в 919—923 годах.